# Santuario della Madonna del Pino
Il santuario della Madonna del Pino è un santuario cattolico di Cervia.
Il Santuario, inaugurato nel 1498 sorge sulla base di un'edicola, opera del frate carmelitano Girolamo Lambertini, sorta nel 1455 nel luogo in cui, secondo la leggenda, l'immagine della Vergine, collocata su un tronco di pino, sia apparsa prodigiosamente a raccoglitori di legna della pineta e che, addirittura, questo tronco sia racchiuso nel muro interno della cappella. Per questo divenne l'edificio religioso di Cervia maggiormente oggetto, nel corso della storia, del culto mariano.
Il santuario, che sorge a circa 2 km dal centro cittadino, trova molto vicino alla statale Adriatica e a ridosso della vasta pineta ove sorge il rione Terme, è di modeste dimensioni, in stile tardo romanico. L'edificio consta in un'unica navata, di una cappella dedicata alla Madonna, sorta probabilmente in data precedente, e dell'abside a forma quadrata nella facciata sud.
Sono presenti due gli ingressi, uno architettonicamente meno significativo verso nord, ed uno, verso est, in asse con la cappella, con un portale in pietra d'Istria donato nel 1557 dalla comunità cervese in puro stile rinascimentale. L'altare è costituito da un sarcofago paleocristiano sopra il quale campeggia un Crocifisso ligneo opera del tardo '600.
Esteriormente l'edificio si presenta con mattoni a vista, ha un campaniletto a vela che si eleva sopra l'abside ed un tetto coronato, con applicazioni di cotto e di creta e terra rossa, sormontato da pinnacoli rotondi in cotto.

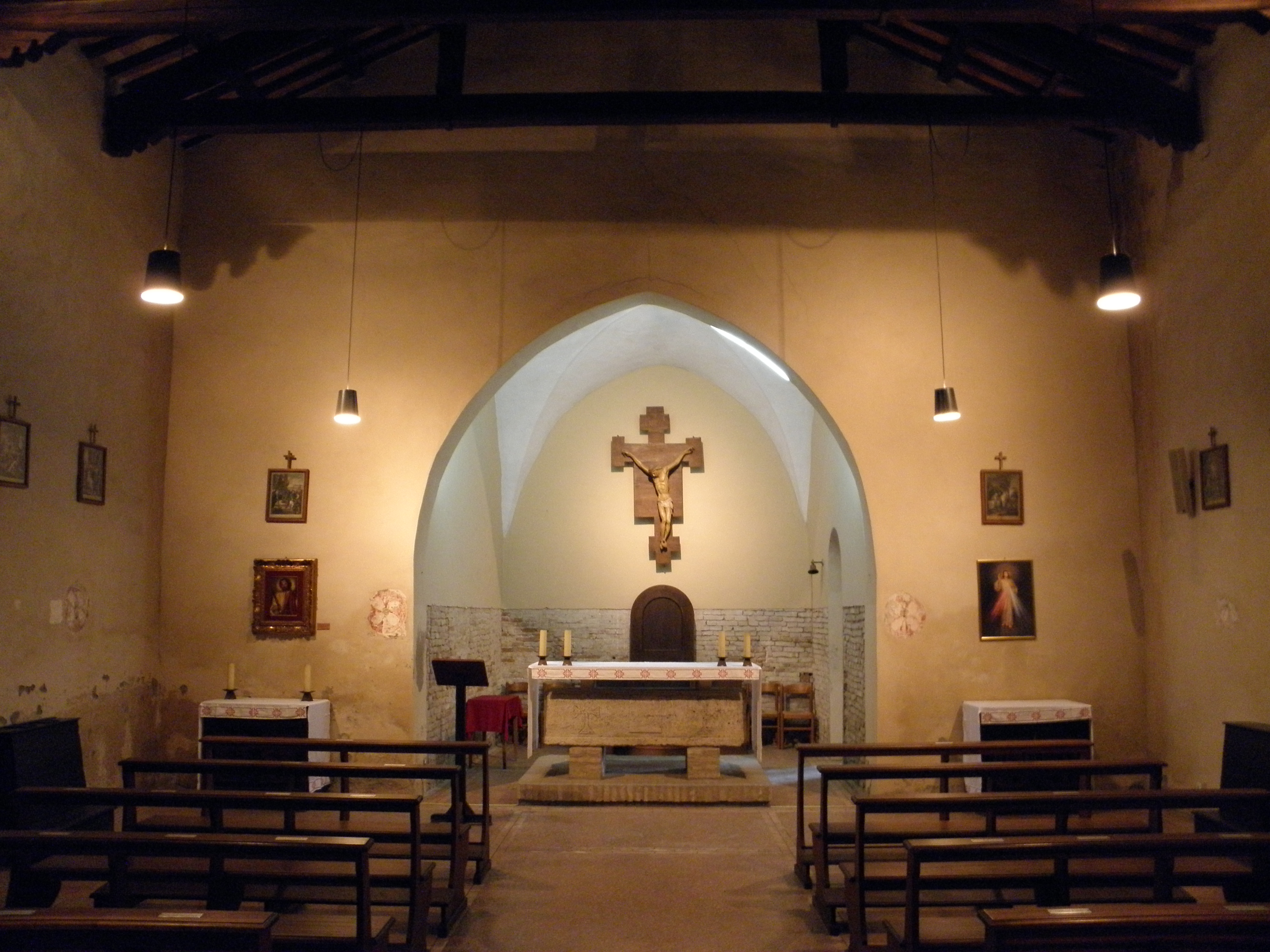
L'interno del Santuario

All'interno sono presenti due affreschi cinquecenteschi ridotti in pessime condizioni: quello della Madonna con Bambino, a sinistra, e quello raffigurante san Rocco sulla parete di fronte e due dipinti: la Madonna del Pino, xilografia più tarda dell'originale andato perso e la Madonna con Bambino, risalente al seicento e tratta da una icona bizantina. Sulla parte sinistra della cappella della Vergine appare un fregio sopra il quale si intuisce un affresco a fondo blu che doveva ricoprire tutta la cappella.
L'edificio è da tempo al centro di lunghi ed accesi dibattiti ed iniziative per la sua messa in sicurezza strutturale, minata costantemente dal traffico della statale Adriatica che la sfiora letteralmente, e per il recupero artistico di affreschi di valore che tempo ed incuria hanno ormai danneggiato in maniera quasi irrimediabile. Meta, la prima domenica di ottobre, della processione del Volto, una tradizionale e sentitissimo pellegrinaggio della popolazione cervese, anche a causa della posizione disagiata la fruibilità del santuario per le messe domenicali pomeridiane è diventata difficoltosa.